# Травматический ретикулит
Травматический ретикулит — воспаление второго преджелудка крупного рогатого скота (сетки) вследствие проникновения инородных предметов: кусков проволоки, гвоздей, игл и с последующей перфорацией (прободением) стенки.

## Клиническая картина
Клинические признаки могут быть различными, многое зависит от давности процесса и интенсивности воспалительного процесса. При остром течении болезни отмечается беспокойство, кратковременное повышение температуры, учащение пульса, отсутствие аппетита, гипотония и атония преджелудков (уменьшение частоты и силы или полное прекращение моторики), резкое снижение удоев. Животное осторожно ложится и встаёт со стоном. В хронических случаях болевые симптомы могут быть сглажены, слабо выражены, но характерны неоднократно повторяющиеся, не связанные с кормлением расстройства пищеварения в виде гипотонии преджелудков. В крови отмечается нейтрофильный лейкоцитоз со сдвигом влево.

## Патогенез
Проглоченные инородные предметы попадают в рубец. Отсюда, по ходу кормовых масс, они перемещаются в сетку. Дальнейшее развитие болезни зависит от того, насколько остры металлические тела, какое положение они займут в сетке. Инфицирование тканей по ходу движения инородных тел, вызывает воспалительные процессы, нагноение, спайки.

## Диагностика
Большую помощь в диагностике оказывает лабораторное исследование крови. Однако изменения в крови и болевые симптомы могут быть вызваны также болезнями матки, лёгких, сердца, печени, почек, вымени. Поэтому при постановке диагноза эти болезни стоит исключить. Решающее значение имеет анализ клинических данных. Травматический ретикулит подтверждают по характерной для него тахикардии, шумам плеска или трения, увеличению границ сердца, ухудшению слышимости тонов сердца.

## Лечение
Радикальным методом лечения является удаление инородного тела из сетки или с помощью магнитного зонда, если предметы свободно лежат в сетке. Предварительно необходимо выдержать животных на голодной диете 12–24 ч. В остальных случаях больных выбраковывают.

## Профилактика
Предотвратить травматический ретикулит можно не допуская засорения кормов, пастбищ, ферм металлическими предметами. Целесообразно вводить всем коровам в сетку магнитное кольцо.